# Don Vappie

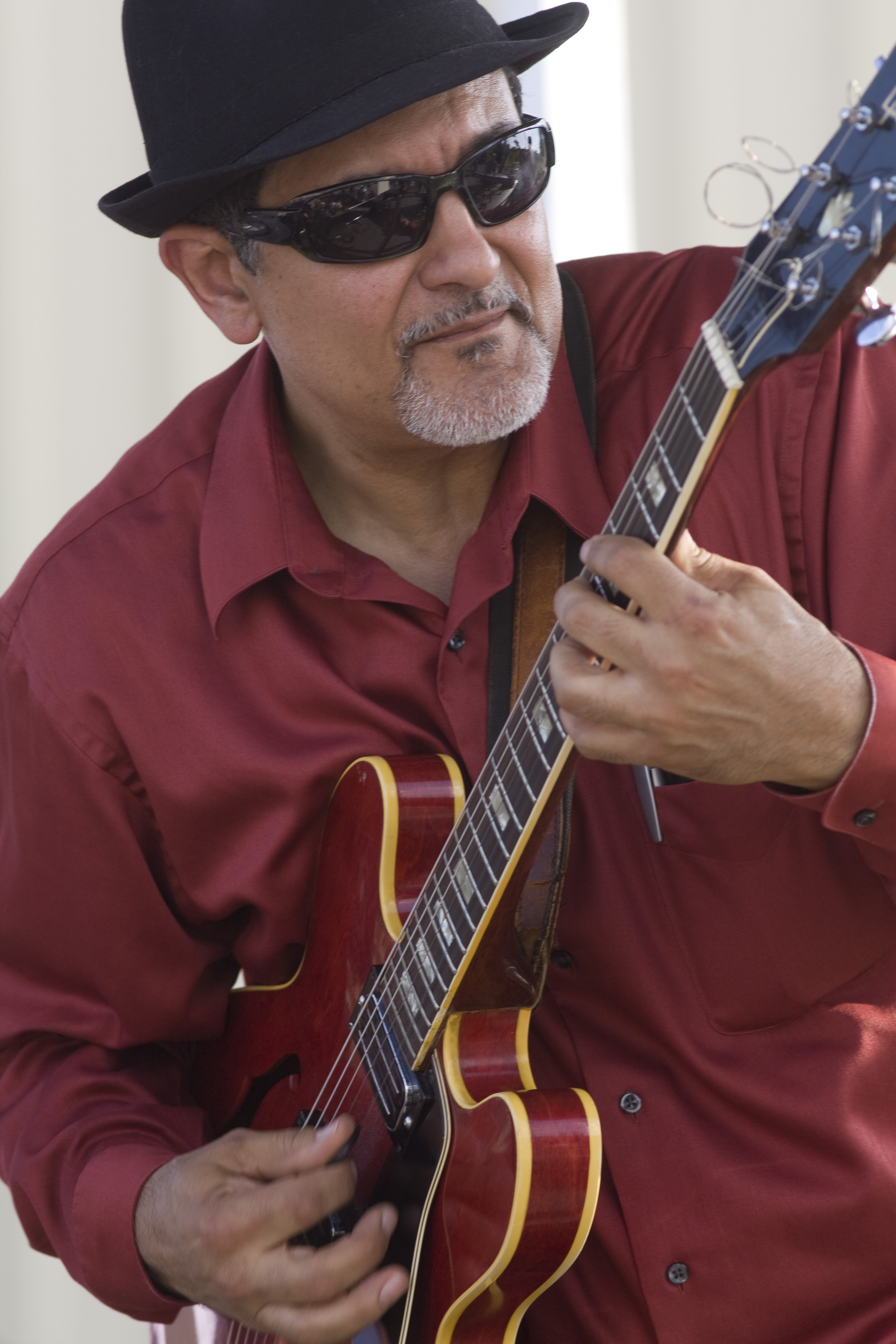
Don Vappie bei einem Auftritt beim Old Algiers Riverfest, New Orleans (2012)

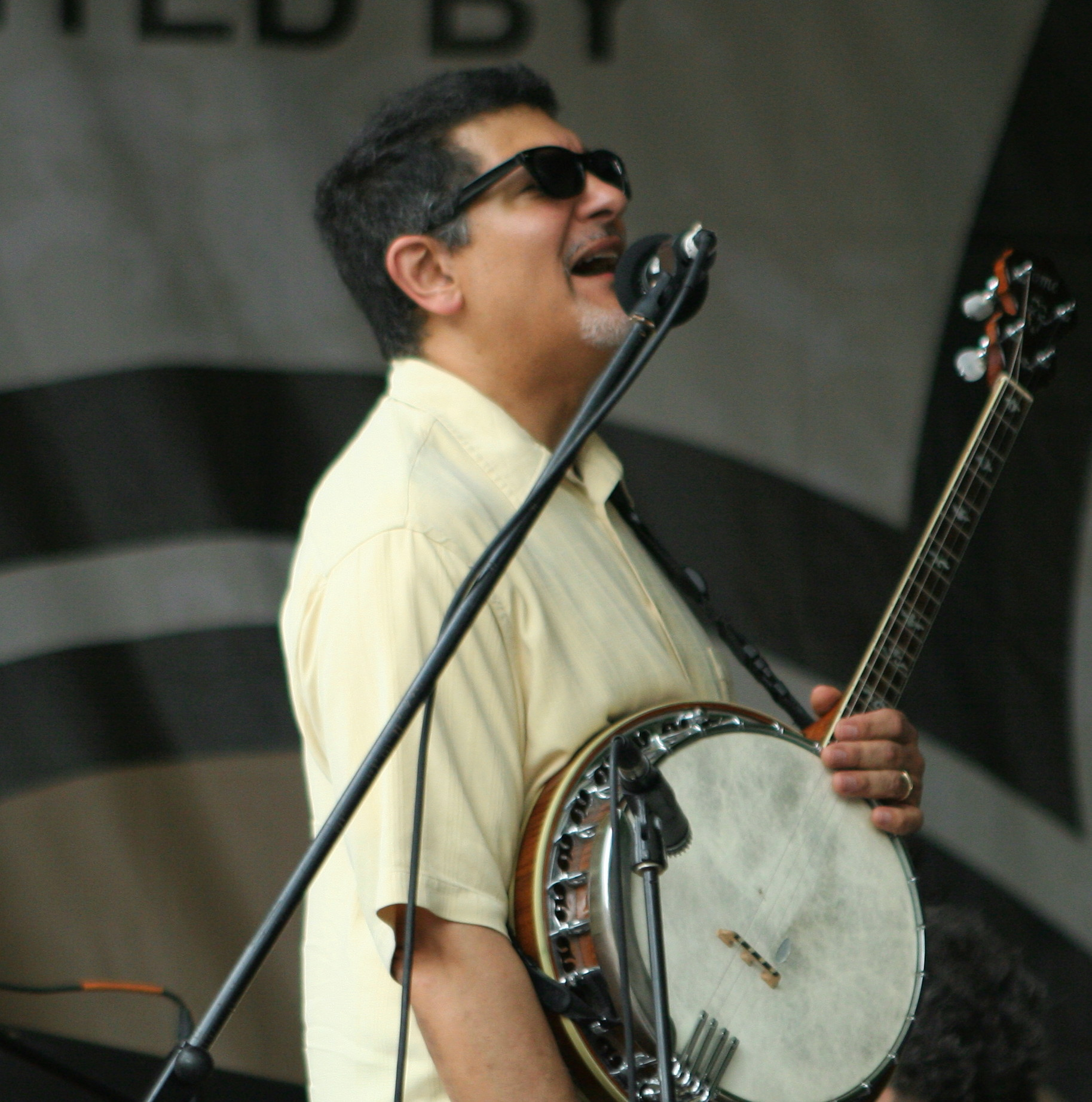
Don Vappie auf dem Lafayette Square (2011)

Donald „Don“ Vappie (* 30. Juni 1956 in New Orleans) ist ein US-amerikanischer Jazzmusiker (Gitarre, Banjo. Gesang, auch Mandoline, Kontrabass, Waschbrett).

## Leben und Wirken
Vappie stammt aus einer kreolischen Musikerfamilie; zu seinen Verwandten zählen die Jazzmusiker Papa John Joseph and Willie „Kaiser“ Joseph. Als Kind lernte er zunächst Piano, bevor er eine Reihe von Instrumenten wie Kontrabass und Gitarre spielte; schließlich wurde das Tenorbanjo zu seinem Hauptinstrument. Erste Aufnahmen entstanden 1989 mit der Sängerin Lillian Boutté auf dem Jazzfestival Breda. In den folgenden Jahren spielte er u. a. mit Wynton Marsalis (Mr. Jelly Lord – Standard Time Vol. 6, 1999), Dr. Michael White und dem Jazz at Lincoln Center Orchestra („Jungle Bells“, 1992), mit Bob Frenchs Original Tuxedo Jazz Band, Doc Houlind/Nicholas Payton (1995), Harold Dejean, Terence Blanchard, Trevor Richards, Finn Burich Milton Batiste, Benny Waters, Doc Cheatham und Peggy Lee. 1995 trat er mit der Maryland Jazz Band of Cologne auf dem Jazzfestival Burg Namedy auf; 2006 gastierte er in Hamburg als Mitglied einer All-Stars-Formation (European Jazz Giants, u. a. mit Ian Wheeler, Keith Nichols, Peter „Banjo“ Meyer (Party All My Troubles Away)). Daneben arbeitete er mit eigenen Formationen, wie seiner Papa Don Vappie’s New Orleans Jazz Band (gleichnamiges Album 1986) und den Creole Jazz Serenaders, mit der er zwei Alben vorlegte.
Auf Creole Jazz spielte er Standards früher Jazzmusiker wie Jabbo Smith und Harry Shields, Jelly Roll Morton, King Oliver und Sidney Bechet; das Offbeat Magazin zählte es zu den 100 essentiellen Alben aus Louisiana. Seine Produktion In Search of King Oliver war Gegenstand einer Sendung des National Public Radio (In Search of King Oliver- a Celebration of Joe “King” Oliver’s Music).
Im Bereich des Jazz war Vappie zwischen 1989 und 2014 an 35 Aufnahmesessions beteiligt, zuletzt mit Dee Dee Bridgewater (Dee Dee’s Feathers).
2017 legte er das Weihnachtsalbum A Very Vappie Christmas (Trilport Records) vor. 2021 wurde Vappie mit dem Steve Martin Banjo Price ausgezeichnet.
Vappie unterrichtet an der School of Music der Loyola University; er war außerdem ab 1998 Moderator der traditionellen Jazzshow der New Orleanser Rundfunkstation WWOZ.

## Diskographische Hinweise
- Creole Blues (1997), mit Jamil Sharif, Orange Kellin, Victor Goines, Tom Fischer, Lawrence Sieberth, Stanley Joseph, Ernest Elly
- Banjo a la Creole (Vappielle Records, 2005), mit Matt Lemmler, Tom Fisher, Alonzo Bowens Jr., Charlie Fardella, Grant Harris, Mark Brooks, Richard Moten, Herman Lebeaux, Johnny Vidocavich, Larry Sieberth
- Reunion By Valsin (Vapielle, 2005), mit Renald Richard, Plas Johnson, Leonard Julien, III, Thaddeus Richard, Richard Moten, Stan Joseph, Gwen Johnson
- Don Vappie & Jazz Créole: The Blue Book of Storyville (2019), mit David Horniblow, Dave Kelbie. Sébastien Girardot